# أوب-فايرس
النيران العملياتية (بالإنجليزية: Operational Fires)‏ والمختصرة باسم اوب-فايرس (بالإنجليزية: OpFires)‏ وهو نظام صاروخي يَتم إطلاقهُ من الأرض يفوق سرعة الصوت طورتهُ داربا خصيصًا للقوات المسلحة الأمريكية . تعتمد على «نظام مركبة انزلاقية معززة». المقاول الرئيسي للبرنامج هو شركة لوكهيد مارتن .
تَمَّ اختبار النظام في يوليو 2022 وذلك مِن خِلال مركبة اطلاق تستخدم نظام تحميل على منصاتٍ نقالة في قاعدة اختبار الصواريخ وايت ساندز (في نيو مكسيكو في الولايات المتحدة).
ويُعْتَقَدْ أن يصل مداها إلى 1000 ميل (1609 كيلومتر).